# Merz Pharma
Die Merz Pharma GmbH & Co. KGaA, kurz auch Merz, ist ein internationales Unternehmen mit Hauptsitz in Frankfurt am Main. Das Unternehmen entwickelt und produziert unter anderem Produkte und Medizintechnikgeräte für die ästhetische Medizin, Arzneimittel für Patienten, die an neurologischen Bewegungsstörungen leiden, sowie weitere verschreibungspflichtige Medikamente. 

## Das Unternehmen Merz Pharma
Das von Friedrich Merz gegründete Unternehmen befindet sich weiterhin in Familienbesitz. Die Merz Pharma GmbH & Co. KGaA ist die Muttergesellschaft der Merz Gruppe. Die Geschäftsführung besteht aus Philip Burchard und Hans-Jörg Bergler. Merz beschäftigt 3730 Mitarbeiter (2021/22) und erzielte im Geschäftsjahr 2021/22 einen Umsatz von 1,3434 Milliarden EUR. Ein Großteil des Umsatzes wird in den USA über den Vertrieb von Spezialprodukten für medizinische und ästhetische Anwendungen erzielt.
Merz führt drei Produktionsstandorte in Reinheim und Dessau (Deutschland) sowie in Racine, Wisconsin (USA). Darüber hinaus ist die Gruppe über eigene Vertriebsniederlassungen, Kooperationen und Vertriebspartnerschaften in rund 70 Ländern aktiv.
Seit dem Geschäftsjahr 2020/21 steuert die Gruppe die drei Geschäfte Merz Aesthetics GmbH (Entwicklung und Vertrieb von Produkten im Bereich ästhetische Medizin), Merz Therapeutics GmbH (Entwicklung und Vertrieb von Produkten für die Behandlung von neurologisch bedingten Bewegungsstörungen) und die Merz Consumer Care GmbH (Entwicklung und Vertrieb von Gesundheits-, Schönheits- und Wellnessprodukten).
Im Mai 2023 wurde statt Merz Consumer Care der Name Merz Lifecare als Unternehmensmarke eingeführt. Merz Consumer Care GmbH ist als Firmierung erhalten geblieben.

## Geschichte
Im Jahr 1908 begann Friedrich Merz in Frankfurt am Main mit der eigenen Produktion von Pharmazieprodukten. Während des Zweiten Weltkrieges lagerte Merz Duplikate seiner Produktionsmaschinen nach Reinheim (Darmstadt) aus und konnte so die Produktion nach Kriegsende zeitnah wieder aufnehmen.
1953 stellte die chemische Fabrik Merz & Co. in Frankfurt am Main mit einem Antifaltenpräparat erstmalig ein Produkt aus dem Kosmetikbereich her. Ab den 1960er Jahren verkaufte Merz das Nahrungsergänzungsmittel Merz Spezial Dragees. 2002 entwickelte Merz mit Memantine den ersten Wirkstoff zur Behandlung der moderaten bis schweren Alzheimer-Demenz, das bis 2012 einzige zugelassene Medikament dafür.
2012 übergab der bisherige Geschäftsführer und Enkel des Firmengründers Jochen Hückmann die Geschäftsführung an Philip Burchard. Im selben Jahr lief in Deutschland das Patent für Memantine aus. Um daraus folgende Umsatzeinbrüche zu vermeiden, wurden in der Zeit verschiedene medizinische Unternehmen akquiriert, wie das US-Unternehmen Bioform Medical, ein Hersteller von Fillern (2009), das Schweizer Unternehmen Neocutis (2013), das vorwiegend in den USA über Ärzte Produkte der ästhetischen Dermatologie vertreibt, das Schweizer Unternehmen Anteis, ebenfalls ein Hersteller von Fillern (2013) und das US-Unternehmens Ulthera, das Medizingeräte herstellt (2014).
2020 richtete Merz eine neue Unternehmensstruktur ein. Diese Organisationsstruktur besteht aus drei unabhängig voneinander operierenden Geschäftsbereichen und löste die bisherige Steuerung der Gruppe über Regionen ab.